# Amt Mittelangeln
La comunità amministrativa di Mittelangeln (Amt Mittelangeln) si trova nel circondario di Schleswig-Flensburgo nello Schleswig-Holstein, in Germania.

## Suddivisione
Comprende 3 comuni:
1. Mittelangeln (5 337)
2. Schnarup-Thumby (542)
3. Sörup (4 317)

Il capoluogo è Mittelangeln.
(Tra parentesi i dati della popolazione al 31 dicembre 2021)